# Ørn (film)
Ørn er en dansk kortfilm fra 2006 instrueret af Jonas Bagger og David Sandreuter.

## Handling
Øssi har på afstand forelsket sig i pornostjernen Leila. Han klipper i hemmelighed på en lille film med uskyldige brudstykker fra Leilas film. Øssi opsøger Leila, men mødet med virkeligheden viser sig helt anderledes end forventet.

## Medvirkende
- Benedikt Erlingsson, Øssi
- Charlotte Bøving, Leila/Louise
- Tonny Landy, Arne Jeppesen